# 小川郵便局 (福島県)
小川郵便局（おがわゆうびんきょく）は、福島県いわき市にある郵便局である。民営化前の分類では集配特定郵便局であった。

## 概要
住所：〒979-3199 福島県いわき市小川町高萩家ノ前46

## 沿革
- 1958年（昭和33年）4月1日 - 下小川郵便局から小川郵便局に改称[1]。
- 2007年（平成19年）3月5日 - 川前郵便局から集配業務を移管[2]。
- 2007年（平成19年）10月1日 - 民営化に伴い、併設された郵便事業いわき支店小川集配センターに一部業務を移管。
- 2012年（平成24年）10月1日 - 日本郵便株式会社発足に伴い、郵便事業いわき支店小川集配センターを小川郵便局に統合。

## 取扱内容
- 郵便、印紙、ゆうパック、内容証明
- 貯金、為替、振替、振込、国債
- 生命保険、バイク自賠責保険
- ゆうちょ銀行ATM
- いわき市内の一部地域の集配業務

## 周辺
- 小川諏訪神社
- 高萩院
- 長善院

## アクセス
- JR磐越東線 小川郷駅から西へ約1km
- 福島県道135号三株下市萱小川線沿い
- 駐車場あり：5台